# Соммаруга, Симонетта
Симоне́тта Соммару́га (итал. Simonetta Sommaruga; род. 14 мая 1960 года, Цуг, Швейцария) — швейцарский социал-демократический политик и государственный деятель, член Федерального совета Швейцарии, глава Департамента юстиции и полиции с 1 ноября 2010 года. Избрана вице-президентом Швейцарии на 2014 год. На следующий год была избрана и исполняла обязанности президента Швейцарии. При ней Швейцария была в десятке рейтинга эффективности правительств ВЭФ. Во второй раз стала вице-президентом страны в начале декабря 2018 года. Вступила в должность в первый день 2019 года. В первый день 2020 года во второй раз вступила в должность президента страны, совмещая президентские полномочия со своими обязанностями министра окружающей среды, транспорта, энергетики и связи Швейцарии.

## Ранняя жизнь
Симонетта выросла с двумя братьями и сестрой в Зинсе, кантон Аргау. После окончания средней школы в Иммензее, она прошла подготовку в качестве пианистки в Люцерне, Калифорнии и Риме. С 1988 по 1991 год изучала английский язык и романистику в Университете Фрибура, однако учебу не закончила.

## Карьера
Отправной точкой для её политической карьеры была работа в качестве директора Швейцарского фонда защиты прав потребителей (Stiftung für Konsumentenschutz) с 1993 по 1999 год. В настоящее время она является президентом благотворительного Фонда защиты прав потребителей (Swissaid).
Политическую деятельность Соммаруга начала, представляя социал-демократов в Большом совете Берна с 1981 по 1990 год. С 1998 по 2005 год возглавляла Департамент пожарной охраны и гражданской обороны в Муниципальном совете Кёница. С 1999 по 2003 год она была членом Национального совета, а с 2003 по 2010 год членом Совета кантонов.
22 сентября 2010 года избрана в Федеральный совет (правительство Швейцарии) на место Морица Лойенбергера где возглавила Департамент юстиции и полиции. В конце 2013 года избрана на 2014 год вице-президентом Швейцарии. В эту должность она вступила 1 января. В конце 2014 года была на 2015 год избрана президентом Швейцарии.
В начале декабря 2018 года была избрана во второй раз вице-президентом страны. В должность вступила 1 января 2019 года. С этого же дня она возглавила и другое министерство транспорта, окружающей среды и коммуникаций. В середине декабря 2019 года она во второй раз была избрана на пост президента страны на 2020 год. Занимала это место до конца года.
Как президент страны она 9 января открывала III зимние юношеские Олимпийские игры.
В ноябре 2022 года она приняла решение выйти из Федерального совета Швейцарии, из-за того, что её муж перенёс инсульт.

## Семья
Симонетта Соммаруга замужем за писателем Лукасом Хартманом. Она дальняя родственница бывшего президента МККК Корнелио Соммаруги. Сделала выбор в пользу карьеры, детей не имеет.